# دمدمه
دمدمه روستایی است که در استان اردبیل، شهرستان اردبیل، بخش هیر، دهستان هیر قرار دارد.

## جمعیّت
بر اساس سرشماری سال ۱۳۸۵ جمعیّت این روستا ۲۴۲ نفر با ۵۳ خانوار بوده‌است.
روستاهای همجوار شمال غرب بولقاوار - روستای معروف یایچی  شمال خانگاه (خنیی) شمال شرق هیر غرب بیردره جنوب آهوقله جنوب شرقی کوهساره با ییلاق‌های بسیار زیبا، جدیداً راه این روستا آسفالت شده و رفت‌وآمد بسیار آسان گشته است
www.bulghavar.ir
براساس سرشماری سال ۱۳۹۱ اداره بهداشت بولقاوارجمعیّت روستادمدمه ۲۶۵ نفر با ۵۸ خانوار بوده‌است.